# ستنژتسا (استان پومرانی)
ستنژتسا (به لهستانی:  Stężyca) یک روستا در لهستان است که در گمینا ستنژتسا (استان پومرانی) واقع شده‌است. ستنژتسا ۲٬۲۰۰ نفر جمعیت دارد.